# Aneilema paludosum
Aneilema paludosum är en himmelsblomsväxtart som beskrevs av Auguste Jean Baptiste Chevalier. Aneilema paludosum ingår i släktet Aneilema och familjen himmelsblomsväxter.

## Underarter
Arten delas in i följande underarter:
- A. p. paludosum
- A. p. pauciflorum
- A. p. pseudolanceolatum